# Rudka (powiat włoszczowski)
Rudka – kolonia w Polsce, w województwie świętokrzyskim, w powiecie włoszczowskim, w gminie Kluczewsko.
Do 2023 miejscowość była przysiółkiem wsi Rzewuszyce.
W latach 1975–1998 przysiółek administracyjnie należał do województwa piotrkowskiego.

## Historia
Według spisu powszechnego z roku 1921 miejscowość Rudka wówczas wieś posiadała 7 domy(ów) i 53 mieszkańców.